# Chrysanthia hamata
Chrysanthia hamata is een keversoort uit de familie schijnboktorren (Oedemeridae). De wetenschappelijke naam van de soort is voor het eerst geldig gepubliceerd in 1989 door Vazquez.